# Zápůjčka
Zápůjčka (do konce roku 2013 půjčka) je typ závazku, který vznikne na základě smlouvy o zapůjčení zastupitelné věci. Díky ní zapůjčitel přenechá vydlužiteli určité množství věcí určených druhově, zejména peníze, a vydlužitel se je zaváže po uplynutí dohodnuté doby vrátit, případně zaplatit navíc i stanovené úroky (při nepeněžité zápůjčce stále vrátí věci stejného druhu, ale v přiměřeně větším množství nebo lepší jakosti).

## Charakteristika
Právně je zápůjčka jako typová smlouva upravena v § 2390–2394 občanského zákoníku. Zapůjčiteli vzniká pohledávka za vydlužitelem a tomu zase dluh vůči zapůjčiteli. V případě zapůjčení peněz se půjčená suma nazývá jistina a dohodnuté úroky jsou pak její příslušenství.
Oproti úvěru jde u zápůjčky o tzv. reálnou smlouvu. Zápůjčka vznikne až přenecháním věci, zatímco úvěr již uzavřením smlouvy. Dalšími rozdíly jsou předmět smlouvy, u úvěru jde vždy o peníze, u zápůjčky i o jiné druhově určené věci, a úroky: peněžitá zápůjčka být určena nemusí, úvěr je úročený vždy (proto je záležitostí spíše bank a jiných finančních institucí).

## Problémy
Dluhová spirála vzniká, když si jsou splátky větší než příjmy po odečtení nezbytných nákladů (nájem, jídlo, cestovné do práce, ...). Zatímco v 90. letech se lidé v Česku dostávali do potíží kvůli půjčkám na dovolenou, v roce 2024 jsou to spíše nenadálé výdaje.